# Simon Baker (friidrottare)
Simon Baker, född 6 februari 1958, är en australisk friidrottare. Han deltog vid olympiska sommarspelen 1984, olympiska sommarspelen 1988, olympiska sommarspelen 1992 och olympiska sommarspelen 1996.